# Volta a Portugal de 1997
A 59.ª edição da Volta a Portugal em Bicicleta Santander Totta celebrou-se entre 20 de Julho e 10 de Agosto de 1997 com início na cidade de Lisboa e final na cidade de Póvoa de Varzim em Portugal.
A corrida fez parte do circuito da Europa dentro da categoria 2.3. A corrida foi vencida pelo polaco Zenon Jaskuła do Mapei - GB. Completaram o pódio o italiano Wladimir Belli do Brescialat - Verynet e o português Joaquim Gomes da LA Alumínios Pecol, segundo e terceiro classificado respectivamente.

## Equipas participantes
Tomaram parte na corrida 17 equipas: todas de categoria TT1. Formando assim um pelotão de 149 ciclistas dos que acabariam 116. As equipas participantes foram:
- Aki - Safi
- Amore & Vita - Forzacore
- Boavista - Recer
- Brescialat - Verynet
- Cantina Tollo - Carrier
- Estepona Cafes Toscaf
- Kross - Selle Italia
- LA Alumínios Pecol
- Maia Jumbo
- Mapei - GB
- Paredes Movel - W52
- Post Swiss
- Progecer - Tavira
- Ros Mary
- Saeco
- Scrigno - Gaerne
- Troiamarisco

## Percorrido
A Volta a Portugal dispôs de catorze etapas onde se incluiu um contrarrelógio individual.

## Etapas
| Detalhe   | Data         | Cidades da etapa                                 | km    | Vencedor da etapa            | Líder da classificação geral |
| 1ª etapa  | 28 de Julho  | Lisboa-Alpiarça                                  | 199,4 | Francesco Arrazi · Itália    |                              |
| 2ª etapa  | 29 de Julho  | Alpiarça-Palmela                                 | 173,4 | Fabrizio Guidi · Itália      |                              |
| 3ª etapa  | 30 de Julho  | Pinhal Novo-Évora                                | 134,5 | Ján Svorada · Chéquia        |                              |
| 4ª etapa  | 31 de Julho  | Évora-Abrantes                                   | 184   | Fabrizio Guidi · Itália      |                              |
| 5ª etapa  | 1 de Agosto  | Abrantes-Portalegre                              | 146,3 | Wladimir Belli · Itália      |                              |
| 6ª etapa  | 2 de Agosto  | Castelo de Vide-Portalegre                       | 21,6  | Zenon Jaskuła · Polónia      |                              |
| 7ª etapa  | 3 de Agosto  | Portalegre-Torre                                 | 186,6 | Francesco Secchiari · Itália |                              |
| 8ª etapa  | 4 de Agosto  | Belmonte-Torre                                   | 113,8 | Michele Laddomada · Itália   |                              |
| 9ª etapa  | 5 de Agosto  | Seia-Figueira de Castelo Rodrigo                 | 150   | Cândido Barbosa · Portugal   |                              |
| 10ª etapa | 6 de Agosto  | Figueira de Castelo Rodrigo-Macedo de Cavaleiros | 204,8 | Luca Gelfi · Itália          |                              |
| 11ª etapa | 7 de Agosto  | Torre de Dona Chama-Mirandela                    | 36.9  | José Azevedo · Portugal      |                              |
| 12ª etapa | 8 de Agosto  | Mirandela-Mondim de Basto                        | 213   | Zenon Jaskuła · Polónia      |                              |
| 13ª etapa | 9 de Agosto  | Valongo-Cantanhede                               | 145,5 | Simone Zucchi · Itália       |                              |
| 14ª etapa | 10 de Agosto | Cantanhede-Póvoa de Varzim                       | 156   | Cândido Barbosa · Portugal   | Zenon Jaskuła · Polónia      |